# Puy-Saint-Martin
Puy-Saint-Martin est une commune française située dans le département de la Drôme, en région Auvergne-Rhône-Alpes.

## Géographie

### Situation et description
Puy-Saint-Martin est situé à 16 km au sud de Crest (ancien chef-lieu du canton), à 26 km à l'est de Montélimar et à 21 km au nord de Dieulefit. La commune est rattachée à Montélimar-Agglomération.

### Relief et géologie
Sites particuliers :
- Pied Bazi (384 m) ;
- la Motte (279 m) ;
- Serre des Griottes.

### Hydrographie
La commune est arrosée par les cours d'eau suivants :
- l'Ancelle ;
- le Ruisseau de Chacuse ;
- le Ruisseau de Somme Longue ;
- le Ruisseau du Charivari.

Note : en 1891, la source du ruisseau l'Ancelle est dite située sur la commune de Soyans. Ce ruisseau traverse la commune puis sépare celles de Cléon-d'Andran et de Roynac, puis traverse celles de Marsanne et La Laupie où il se jette dans le Roubion après un cours de 10,5 km. À cette époque, sa largeur moyenne est de 13 m, sa pente de 42 m, son débit ordinaire de 0,50 m3, extraordinaire de 100 m3. Il était dénommé Ancella en 1321 (Lacroix, L'Arrondissement de Montélimar, V, 91) et Lancelle (plan cadastral).

### Climat
Pour des articles plus généraux, voir Climat d'Auvergne-Rhône-Alpes et Climat de la Drôme.
En 2010, le climat de la commune est de type climat méditerranéen altéré, selon une étude du Centre national de la recherche scientifique s'appuyant sur une série de données couvrant la période 1971-2000. En 2020, Météo-France publie une typologie des climats de la France métropolitaine dans laquelle la commune est dans une zone de transition entre le climat de montagne et le climat méditerranéen et est dans une zone de transition entre les régions climatiques « Provence, Languedoc-Roussillon » et « Alpes du sud ». 
Pour la période 1971-2000, la température annuelle moyenne est de 12,7 °C, avec une amplitude thermique annuelle de 17,4 °C. Le cumul annuel moyen de précipitations est de 925 mm, avec 7 jours de précipitations en janvier et 4,7 jours en juillet. Pour la période 1991-2020, la température moyenne annuelle observée sur la station météorologique installée sur la commune est de 13,9 °C et le cumul annuel moyen de précipitations est de 923,0 mm,. Pour l'avenir, les paramètres climatiques de la commune estimés pour 2050 selon différents scénarios d'émission de gaz à effet de serre sont consultables sur un site dédié publié par Météo-France en novembre 2022.
| Mois                                  | jan.             | fév.             | mars            | avril           | mai          | juin         | jui.           | août           | sep.           | oct.          | nov.            | déc.            | année      |
| ------------------------------------- | ---------------- | ---------------- | --------------- | --------------- | ------------ | ------------ | -------------- | -------------- | -------------- | ------------- | --------------- | --------------- | ---------- |
| Température minimale moyenne (°C)     | 1,8              | 1,8              | 4,6             | 7,2             | 11           | 14,5         | 16,4           | 16,3           | 13             | 9,8           | 5,4             | 2,5             | 8,7        |
| Température moyenne (°C)              | 5,2              | 6,2              | 10              | 13              | 17           | 20,9         | 23,3           | 23,1           | 18,9           | 14,6          | 9,2             | 5,8             | 13,9       |
| Température maximale moyenne (°C)     | 8,7              | 10,5             | 15,3            | 18,8            | 23,1         | 27,4         | 30,2           | 29,9           | 24,9           | 19,4          | 13              | 9,2             | 19,2       |
| Record de froid (°C) date du record   | −15,8 07.01.1985 | −11,7 10.02.1986 | −8,9 02.03.05   | −2,4 06.04.1970 | 1 05.05.1991 | 3 04.06.1984 | 7,6 11.07.1993 | 7,1 30.08.1986 | 3,2 29.09.1972 | −0,7 26.10.03 | −6,9 23.11.1998 | −9,5 04.12.1973 | −15,8 1985 |
| Record de chaleur (°C) date du record | 21,3 10.01.15    | 22,9 24.02.20    | 27,4 18.03.1997 | 29,8 24.04.07   | 34 30.05.01  | 40 27.06.19  | 39,9 22.07.19  | 43,5 22.08.23  | 35,9 16.09.19  | 31,6 08.10.23 | 24,6 12.11.1995 | 20,5 18.12.1989 | 43,5 2023  |
| Précipitations (mm)                   | 68,4             | 50,4             | 56,4            | 84,4            | 77,8         | 53           | 50,8           | 63,7           | 113,3          | 119,3         | 125             | 60,5            | 923        |

## Urbanisme

### Typologie
Au 1er janvier 2024, Puy-Saint-Martin est catégorisée bourg rural, selon la nouvelle grille communale de densité à 7 niveaux définie par l'Insee en 2022.
Elle est située hors unité urbaine. Par ailleurs la commune fait partie de l'aire d'attraction de Montélimar, dont elle est une commune de la couronne,. Cette aire, qui regroupe 45 communes, est catégorisée dans les aires de 50 000 à moins de 200 000 habitants,.

### Occupation des sols
L'occupation des sols de la commune, telle qu'elle ressort de la base de données européenne d’occupation biophysique des sols Corine Land Cover (CLC), est marquée par l'importance des territoires agricoles (56,1 % en 2018), en diminution par rapport à 1990 (57,8 %). La répartition détaillée en 2018 est la suivante : 
terres arables (51,6 %), forêts (38,9 %), zones urbanisées (4,9 %), zones agricoles hétérogènes (4,5 %). L'évolution de l’occupation des sols de la commune et de ses infrastructures peut être observée sur les différentes représentations cartographiques du territoire : la carte de Cassini (XVIIIe siècle), la carte d'état-major (1820-1866) et les cartes ou photos aériennes de l'IGN pour la période actuelle (1950 à aujourd'hui).

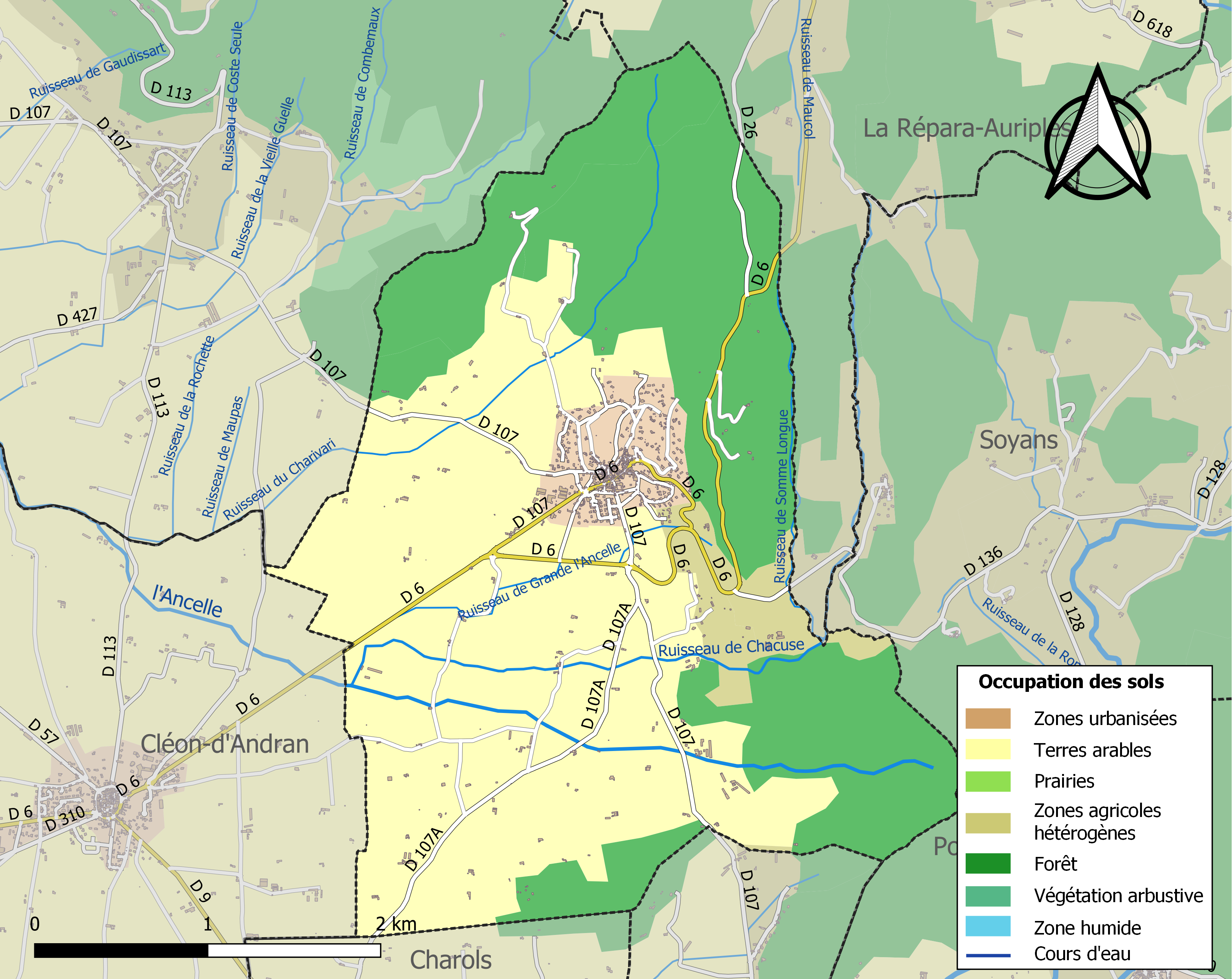
Carte des infrastructures et de l'occupation des sols de la commune en 2018 (CLC).

### Morphologie urbaine

#### Quartiers, hameaux et lieux-dits
Site Géoportail (carte IGN) :
- Berthouin
- Bovet
- Chauve
- Chevrière
- la Garenne
- la Grange
- la Pigne (nord)
- la Pigne (sud)
- la Pigne
- la Tuilerie
- le Grand Pré
- le Petit Pré
- le Pré Rond
- les Alinots
- les Batailles
- les Chapelles
- les Chèvres
- les Conches
- les Fours
- les Massots
- les Ours
- les Temples
- les Vialats
- Peyret
- Saint-Didier
- Saint-Maurice

## Toponymie

### Attestations
Dictionnaire topographique du département de la Drôme :
- 1167 : Podium Sancti Martini (cartulaire de Montélimar, 19).
- 1336 : castrum Podii Sancti Martini (cartulaire de Montélimar, 43).
- XVe siècle : mention du prieuré : prioratus Podii Sancti Martini (pouillé de Valence).
- 1509 : mention de l'église paroissiale Saint-Martin : ecclesia parrochialis Sancti Martini (visites épiscopales).
- 1529 : Pueu St Martin (archives hosp. de Crest).
- 1665 : Pui Saint Martin (Sibeud, notaire à Crest).
- 1778 : Puis St Martin (Aff. du Dauphiné).
- 1793 : Puy Montagne [dénomination révolutionnaire].
- 1891 : Puy-Saint-Martin, commune du canton de Crest-Sud.

## Histoire
Pour un article plus général, voir Histoire de la Drôme.

### Préhistoire et protohistoire
- Silex chasséens[14].

### Antiquité: les Gallo-romains
- Présence de villas gallo-romaines : tessons, haut-relief du dieu Mercure (musée de Die)[14], restes d'outils, de statues, de mosaïques, d'outils trouvés dans les champs alentour[réf. nécessaire].
- Restes d'une chapelle paléochrétienne[14].

### Du Moyen Âge à la Révolution
La seigneurie :
- Au point de vue féodal, le Puy-Saint-Martin était une terre mouvante de la baronnie de la Garde-Adhémar, qui appartenait aux Adhémar dès le XIIe siècle.
- La moitié de la terre passe aux comtes de Valentinois.
  - 1295 : cette part est donnée aux Taulignan.
- XVe siècle : les Adhémar cèdent l'autre moitié aux Eurre.
- Les Eurres deviennent seigneurs de toute la terre.
- Milieu XVIIIe siècle : la terre est vendue aux Corbeau.
- Vendue aux La Garde, derniers seigneurs.

1740 : le péage est supprimé.
Avant 1790, le Puy-Saint-Martin était une communauté de l'élection, subdélégation et sénéchaussée de Montélimar.

Elle formait une paroisse du diocèse de Valence, dont l'église, dédiée à saint Martin, était celle d'un prieuré de l'ordre de Saint-Benoît, de la dépendance du prieuré de Saint-Marcel-de-Sauzet, qui fut uni à ce prieuré au XVe siècle. De ce chef, le prieur de Saint-Marcel eut les dîmes de cette paroisse et la cure était de sa collation.

### De la Révolution à nos jours
En 1790, le Puy-Saint-Martin devient le chef-lieu d'un canton du district de Crest, comprenant les municipalités suivantes : Auriples, Puy-Saint-Martin, La Répara, Roynac, Saou et Soyans.

La réorganisation de l'an VIII (1799-1800) en fait une simple commune du canton de Crest-Sud.

## Politique et administration

### Liste des maires
| Période                                                                      | Période                     | Identité                              | Étiquette        | Qualité                      |
| ---------------------------------------------------------------------------- | --------------------------- | ------------------------------------- | ---------------- | ---------------------------- |
| Les données manquantes sont à compléter. : de la Révolution au Second Empire |                             |                                       |                  |                              |
| 1790                                                                         | 1871                        | ?                                     |                  |                              |
| Les données manquantes sont à compléter. : depuis la fin du Second Empire    |                             |                                       |                  |                              |
| 1871                                                                         | 1874                        | ?                                     |                  |                              |
| 1874                                                                         | 1878                        | ?                                     |                  |                              |
| 1878                                                                         | 1884                        | ?                                     |                  |                              |
| 1884                                                                         | 1888                        | ?                                     |                  |                              |
| 1888                                                                         | 1892                        | ?                                     |                  |                              |
| 1892                                                                         | 1896                        | ?                                     |                  |                              |
| 1896                                                                         | 1900                        | ?                                     |                  |                              |
| 1900                                                                         | 1904                        | ?                                     |                  |                              |
| 1904                                                                         | 1908                        | ?                                     |                  |                              |
| 1908                                                                         | 1912                        | ?                                     |                  |                              |
| 1912                                                                         | 1919                        | ?                                     |                  |                              |
| 1919                                                                         | 1925                        | ?                                     |                  |                              |
| 1925                                                                         | 1929                        | ?                                     |                  |                              |
| 1929                                                                         | 1935                        | ?                                     |                  |                              |
| 1935                                                                         | 1945                        | ?                                     |                  |                              |
| 1945                                                                         | 1947                        | ?                                     |                  |                              |
| 1947                                                                         | 1953                        | ?                                     |                  |                              |
| 1953                                                                         | 1959                        | ?                                     |                  |                              |
| 1959                                                                         | 1965                        | ?                                     |                  |                              |
| 1965                                                                         | 1971                        | ?                                     |                  |                              |
| 1971                                                                         | 1977                        | ?                                     |                  |                              |
| 1977                                                                         | 1983                        | ?                                     |                  |                              |
| 1983                                                                         | 1989                        | ?                                     |                  |                              |
| ?                                                                            | ?                           | Roger Sauvan                          |                  |                              |
| ?                                                                            | ?                           | André Borne                           |                  |                              |
| 1989                                                                         | 1995                        | Hubert Rozières                       |                  |                              |
| 1995                                                                         | 2001                        | Pierre-Gérard Cailly                  |                  |                              |
| 2001                                                                         | 2008                        | Pierre Blondet                        |                  |                              |
| 2008                                                                         | 2014                        | Marie-Thérèse Mayoud                  |                  |                              |
| 2014                                                                         | 2020                        | Michel Giles                          | (sans étiquette) | retraité (fonction publique) |
| 2020                                                                         | 2021 (31 janv.) (démission) | Michel Giles                          |                  | maire sortant                |
| 2021 (févr.)                                                                 | En cours (au 27 mars 2021)  | Christophe Manzo[source insuffisante] |                  |                              |

### Rattachements administratifs et électoraux
Le 24 juin 2021, la commune passe de l'arrondissement de Die à celui de Nyons.

## Population et société

### Démographie
L'évolution du nombre d'habitants est connue à travers les recensements de la population effectués dans la commune depuis 1793. Pour les communes de moins de 10 000 habitants, une enquête de recensement portant sur toute la population est réalisée tous les cinq ans, les populations de référence des années intermédiaires étant quant à elles estimées par interpolation ou extrapolation. Pour la commune, le premier recensement exhaustif entrant dans le cadre du nouveau dispositif a été réalisé en 2006.

En 2022, la commune comptait 834 habitants, en évolution de −5,33 % par rapport à 2016 (Drôme : +2,64 %, France hors Mayotte : +2,11 %).
| 1793 | 1800 | 1806 | 1821 | 1831 | 1836 | 1841  | 1846 | 1851 |
| ---- | ---- | ---- | ---- | ---- | ---- | ----- | ---- | ---- |
| 704  | 498  | 699  | 854  | 935  | 985  | 1 026 | 986  | 960  |

| 1856 | 1861 | 1866 | 1872 | 1876 | 1881 | 1886 | 1891 | 1896 |
| ---- | ---- | ---- | ---- | ---- | ---- | ---- | ---- | ---- |
| 953  | 935  | 914  | 917  | 859  | 784  | 781  | 708  | 722  |

| 1901 | 1906 | 1911 | 1921 | 1926 | 1931 | 1936 | 1946 | 1954 |
| ---- | ---- | ---- | ---- | ---- | ---- | ---- | ---- | ---- |
| 666  | 630  | 613  | 516  | 516  | 514  | 497  | 503  | 471  |

| 1962 | 1968 | 1975 | 1982 | 1990 | 1999 | 2006 | 2011 | 2016 |
| ---- | ---- | ---- | ---- | ---- | ---- | ---- | ---- | ---- |
| 464  | 430  | 440  | 510  | 602  | 647  | 820  | 843  | 881  |

| 2021 | 2022 | - | - | - | - | - | - | - |
| ---- | ---- | - | - | - | - | - | - | - |
| 852  | 834  | - | - | - | - | - | - | - |

### Enseignement
La commune de Puy-Saint-Martin relève de l'académie de Grenoble.

### Manifestations culturelles et festivités
- Fête communale : le premier dimanche (et le lundi suivant) de septembre[14].
- Fête patronale : le 11 novembre[14].
- Animation culturelle[14].

### Loisirs
- Pêche[14].
- Randonnées[14].

### Médias
Le territoire de la commune se situe dans l'aire de diffusion de plusieurs médias :
- Presse écrite
  - Le Dauphiné libéré, quotidien régional qui consacre, chaque jour, y compris le dimanche, dans son édition de « Romans et Drôme des collines » un ou plusieurs articles à l'actualité du canton et de la commune, ainsi que des informations sur les éventuelles manifestations locales, les travaux routiers, et autres événements divers à caractère local.
  - L'Agriculture Drômoise, journal d'informations agricoles et rurales, couvre l'ensemble du département de la Drôme.
  - Drôme Hebdo (ancien Peuple Libre), hebdomadaire chrétien d'informations.
  - Le Crestois, journal hebdomadaire local de la vallée de la Drôme,

- Presse audio-visuelle
  - France Bleu est une radio publique diffusée sur son territoire.

## Économie

### Agriculture
En 1992 : amandiers, lavande, céréales, porcins, volailles.
- Coopérative agricole[14].
- Foire : le 9-10 décembre[14].
- Produits locaux : la défarde (tripes aux aromates)[14].

### Commerce
- Une brocante[14].

### Tourisme
- Syndicat d'initiative (en 1992)[14].

## Culture locale et patrimoine

### Lieux et monuments
Le vieux village est situé sur une motte (le puy dérivé du latin podium) qui comprend les ruines d'un château médiéval et des maisons. Les anciennes rues sont toujours là et permettent l'accès en haut du puy. C'est le circuit « Village perché ». 
- Les habitations qui demeurent, restaurées, datent des XVIIe, XVIIIe et XIXe siècles, les plus récentes étant dans la plaine et sur la colline voisine (Chanteperdrix)[réf. nécessaire].
- les ruelles avec voûtes[14].
- Le nouveau château, un manoir du XVIe siècle en contrebas du village, a été remanié au XVIIe et au XIXe siècle. Il est communal depuis 1956 et abrite la mairie, la salle des fêtes et deux appartements. Un parc lui est attenant (3 000 m2 environ)[réf. nécessaire].
- L'Église de l'Assomption-de-la-Vierge de Puy-Saint-Martin du XIXe siècle (style néo-roman)[14].

Il existe également les restes d'une chapelle paléo-chrétienne dans les environs du village.

### Patrimoine naturel
- Une forêt de pins d'Alep, parmi les plus septentrionales d'Europe[réf. nécessaire].

### Personnalités liées à la commune
- Adèle Clément (1884-1958), concertiste violoncelliste. C'est elle qui vendit à la commune la mairie actuelle[réf. nécessaire].
- Stéphane Courbit (né en 1965), entrepreneur dans l'audiovisuel. Il a grandi sur la commune[22].
- Yann Jouffre (né en 1984), footballeur professionnel au FC Lorient. Il a commencé sa carrière à l'école de football du club local, le FC Valdaine.
- Guillaume Erner, journaliste à France Culture.

### Héraldique, logotype et devise
|  | Puy-Saint-Martin possède des armoiries dont l'origine et le blasonnement exact ne sont pas disponibles. |